# Дидим
Дидим (тур. Didim) турски је град и округ у вилајету Ајдин. У њему се налази антички град Дидма и рушевине Аполоновог храма. 